# Le Club des cœurs brisés
Pour plus de détails, voir Fiche technique et Distribution.
Le Club des cœurs brisés (The Broken Hearts Club: A Romantic Comedy) est une comédie romantique écrite et réalisée par Greg Berlanti, sortie en 2000.

## Synopsis
À Los Angeles, la vie d'une bande d'amis gays entre amour, sexe et amitié.

## Fiche technique
- Titre original : The Broken Hearts Club: A Romantic Comedy
- Titre français : Le Club des cœurs brisés
- Réalisation et scénario : Greg Berlanti
- Musique : Christophe Beck
- Distribution :  États-Unis : Columbia Pictures ;  France : Gaumont Columbia Tristar Films
- Budget : 1 000 000 $
- Durée : 94 minutes
- Format : couleur
- Sortie DVD : 8 janvier 2002

## Distribution
- Timothy Olyphant : Dennis
- Zach Braff : Benji
- Dean Cain : Cole
- Matt McGrath (en) : Howie
- Ben Weber (en) : Patrick
- John Mahoney : Jack
- Andrew Keegan : Kevin
- Billy Porter : Taylor
- Justin Theroux : Marshall
- Mary McCormack : Anne, la soeur de Patrick
- Nia Long : Leslie, la compagne d'Anne
- Jennifer Coolidge : Betty, la coiffeuse
- Kerr Smith : le receveur de l'équipe de baseball des pompiers
- Michael Bergin : Kip Rogers, l'acteur
- Chris Weitz : l'assistant réalisateur
- Charlie Weber : le newbie